# Carl Henrik Gyllenhaal
Carl Henrik Gyllenhaal, född 11 augusti 1788 i Lena socken, död 12 november 1857 i Solna socken, var en svensk friherre av släkten Gyllenhaal, landshövding och statsråd. Han var landshövding i Blekinge län 1828–1831, i Skaraborgs län 1831–1837 och upphöjdes till friherre 10 november 1837.

## Biografi
Gyllenhaal blev sergeant vid Bohusläns regemente 1805, fänrik 16 april samma år och löjtnant vid Jämtlands hästjägarskvadron 18 januari 1808. Han blev ryttmästare i armén 1 maj 1810 och erhöll avsked med tillstånd att kvarstå i armén 26 februari 1811. Han blev kapten vid Värmlands fältjägarregemente 24 mars 1812. Den 17 oktober 1815 blev han major i generalstaben och adjutant hos kronprinsen 1 augusti 1816. Han erhöll avsked från regementet 1817, blev överstelöjtnant i armén 11 maj 1818 och överste i armén 1 december 1821, 28 december samma år blev han chef för Jämtlands regemente. Han blev kabinettskammarherre 1822. Han erhöll på begäran avsked från regementet med tillstånd att kvarstå i armén 14 mars 1824.
Gyllenhaal blev vice landshövding i Skaraborgs län 29 juni 1831 och landshövding 20 januari 1832. Han blev ordförande i Göta kanals direktion 23 april 1836 och statsråd 9 juni 1837. På begäran entledigades han från kanaldirektionen 6 april 1838.
Han blev ståthållare på Ulriksdals och Haga slott 1 februari 1840, generaltulldirektör 28 mars samma år.
Gyllenhaal blev ledamot av Kungliga Musikaliska Akademien den 27 maj 1841.

## Familj
Carl Henrik Gyllenhaal var son till översten för Skaraborgs regemente Carl Gyllenhaal och Florentina Gustava Strömbom.
Gyllenhaal gifte sig första gången 1814 med Hedvig Charlotta Rudbeck, död 1826, som var dotter till överstekammarjunkaren friherre Pehr Alexander Rudbeck och Anna Elisabeth von Axelsson, och andra gången med Beata Aurora af Nordin, vilken var dotter till landshövdingen Johan Magnus af Nordin och Beata Charlotta Rosenborg. Han var i andra äktenskapet far till författaren och kompositören Aurore von Haxthausen.

## Utmärkelser
- För tapperhet i fält,  1808
- Kungliga Svärdsorden,  1814
- Kommendör av Nordstjärneorden,  14 oktober 1835

[Redigera Wikidata]